# 1978 en Italie
Chronologie de l'Italie
- 1974
- 1975
- 1976
- 1977
- 1978
- 1979
- 1980
- 1981
- 1982

Cette page concerne les évènements de l'année 1978 du calendrier grégorien en Italie.

## Évènements
- 7 janvier : massacre d'Acca Larentia à Rome[1].
- 6 février : institution du Gruppo di intervento speciale (GIS)[2] ; création de nombreuses unités et services spéciaux chargés de la lutte contre le terrorisme : le GIS (Groupe d'intervention spéciale de l'arme des carabiniers) et les NOCS (Nucleo operativo centrale di sicurezza (it), Noyaux opérationnels centraux de sécurité rattachés à la police)[3], et depuis 1977 des SVATPI (Scorta Valori Antiterrorismo Pronto Impiego, escortes anti-terroristes d'intervention rapide, rattachés à la Guardia di finanza)[4].
- 6 mars : le terroriste néo-fasciste Franco Anselmi, un des fondateurs des Noyaux armés révolutionnaires, est tué lors d'un vol dans une armurerie à Rome[5].
- 11 mars : gouvernement Andreotti IV[6].
- 16 mars : enlèvement du chef de la démocratie-chrétienne italienne Aldo Moro par les Brigades rouges[7].
- 18 mars : Fausto Tinelli et Lorenzo Iannucci sont tués à Milan par des militants d’extrême-droite[8].
- 21 mars : décret-loi n° 5331 insérant de nouveaux délits dans le code pénal ; attentat contre des bâtiments d’utilité publique, séquestration aux fins de terrorisme ou de subversion de l’ordre démocratique , recyclage de sommes provenant de délits tels que vol aggravé, séquestration à des fins d’extorsion. Le décret étend encore le régime d'exception pour lutter contre le terrorisme (interrogatoire sans avocat, écoutes téléphoniques simplifiées, arrestation pour identification, déclaration obligatoire sous 48 heures de toute vente ou location de bien immobilier)[9].

- 15 avril : un accident ferroviaire fait 48 morts et 76 blessés à Murazze di Vado, hameau de Monzuno[10].

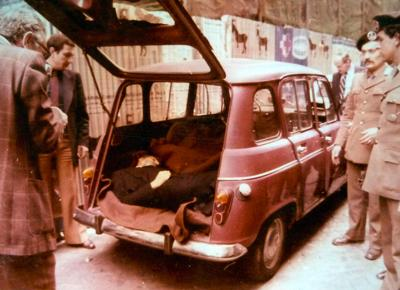
Découverte du corps d'Aldo Moro via Caetani.

- 9 mai : découverte du corps d'Aldo Moro, assassiné par les Brigades rouges[7].
- 13 mai : loi 180, ou loi Basaglia sur la santé mentale. Elle décrète la fermeture de tous les hôpitaux psychiatriques et leur remplacement progressif par toute une gamme de services communautaires[11].
- 22 mai : loi 194/78, permettant aux femmes d'accéder à l'interruption de grossesse[12].

- 11-12 juin : référendum abrogatoire sur la « loi Reale »[13]. Cette loi, jugée liberticide par une partie de la gauche italienne, donne des pouvoirs d'exception aux services de police et réglemente les manifestations pour mieux lutter contre le terrorisme qui ensanglante l'Italie durant les "Années de Plomb'". 76,46 % des Italiens votent pour le maintien de la loi et 23,54 % pour son abrogation.
- 15 juin : démission de Giovanni Leone de ses fonctions de président de la République italienne, accusé de corruption et de fraude fiscale[14].
- 23 juin : fin du procès des Brigades rouges, condamnant Renato Curcio à 15 ans de prison, Alberto Franceschini à 14 ans et 6 mois, Prospero Gallinari à 10 ans[15].
- 25 juin : élections régionales en Vallée d'Aoste[16].

- 8 juillet : Sandro Pertini est élu Président de la République[7].

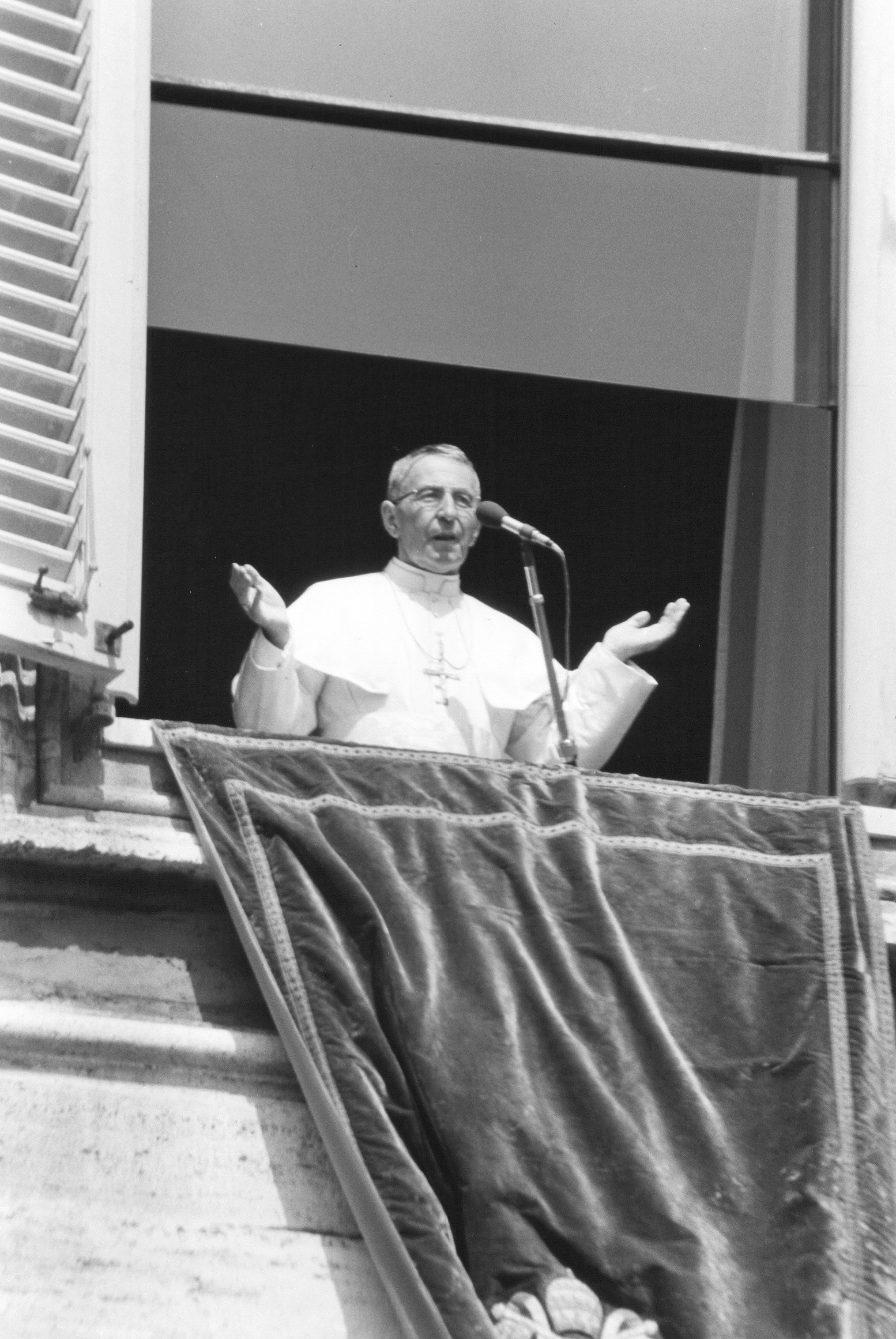
Jean-Paul Ier.

- 26 août : élection de l'archevêque de Venise, Albino Luciani, qui devient le pape Jean-Paul Ier[17].
- 31 août : le ministre du trésor Filippo Maria Pandolfi publie un plan d’assainissement triennal pour 1979-1981. Il est présenté à la chambre le 22 octobre[18].

- 28 septembre : décès du pape Jean-Paul Ier après seulement 33 jours de pontificat[17].

- 16 octobre : l'archevêque de Cracovie, Karol Wojtyla, est élu pape sous le nom de Jean-Paul II. C'est le premier pape non italien depuis 1522[17].
- 16 novembre : grève générale dans le Mezzogiorno[14].

- 4 décembre : création du système monétaire européen (SME)[19].
- 23 décembre :
  - loi n° 833 créant un Système de santé national[20]. La structure hospitalière est centralisée par l’État (financement national) et la gestion de l'offre de soin est décentralisée est confiée aux collectivités locales. Cette structure pose à terme d’importants problèmes d'efficience, les acteurs locaux n'étant guère incités à contrôler leurs dépenses de santé.
  - accident aérien au large de Punta Rai, près de Palerme[21].

## Culture

### Cinéma
- 1er juillet : 23e cérémonie des David di Donatello.

#### Films italiens sortis en 1978
- 24 février : Ciao Maschio (Rêve de singe), film de Marco Ferreri
- 14 juillet : Avere vent'anni, film de Fernando Di Leo
- 21 septembre : L'albero degli zoccoli (L'Arbre aux sabots), film d'Ermanno Olmi.
- 4 décembre : Prova d'orchestra, film de Federico Fellini

#### Mostra de Venise
- Lion d'or : non décerné
- Coupe Volpi pour la meilleure interprétation féminine : non décerné
- Coupe Volpi pour la meilleure interprétation masculine : non décerné

### Littérature

#### Prix et récompenses
- Prix Strega : Ferdinando Camon, Un altare per la madre (Garzanti)
- Prix Bagutta : Carlo Cassola, L'uomo e il cane, (Rizzoli)
- Prix Campiello : Gianni Granzotto, Carlo Magno
- Prix Napoli : Mario Soldati La sposa americana, (Mondadori)
- Prix Stresa : Marise Ferro, La sconosciuta, (Rizzoli)
- Prix Viareggio :
  - Antonio Altomonte (it), Dopo il presidente
  - Mario Luzi,Al fuoco della controversia

## Naissances en 1978
- 6 mars : Paola Croce, joueuse de volley-ball.
- 16 octobre : Gianluca Comotto, footballeur.

## Décès en 1978
- 17 mars : Giacomo Violardo, 79 ans, cardinal de la curie romaine (° 10 mai 1898).
- 9 mai : Aldo Moro, 61 ans, homme politique, président de la démocratie chrétienne. (° 23 septembre 1916)
- 16 mai : Goffredo Alessandrini, 73 ans, réalisateur, scénariste, acteur, monteur, et producteur de cinéma. (° 9 septembre 1904)
- 19 juillet : Marcello Marchesi, 66 ans, scénariste et réalisateur. (° 4 avril 1912)
- 24 juillet : Michele Riccardini, 67 ans, acteur. (° 2 octobre 1910)
- 6 août : Paul VI (Giovanni Battista Montini), 80 ans, pape. (° 26 septembre 1897).
- 22 août : Ignazio Silone, 78 ans, écrivain et homme politique. (° 1er mai 1900).
- 28 septembre : Jean-Paul Ier (Albino Luciani), 65 ans, pape. (° 17 octobre 1912).
- 20 novembre : Giorgio De Chirico, 90 ans, peintre. (° 10 juillet 1888).